# Teatro La Latina
El Teatro de La Latina o Teatro La Latina és un local teatral situat en el barri del mateix nom, a la plaça de la Cebada, número 2, de Madrid. Obra de l'arquitecte Pedro Muguruza Otaño. Ha estat un dels escenaris més importants per a les representacions de comèdia i revista del segle xx. El nom el deu a Beatriz Galindo, (la Latina), una escriptora castellana del segle xv.